# (8146) Jimbell
(8146) Jimbell est un astéroïde de la ceinture principale.

## Description
(8146) Jimbell est un astéroïde de la ceinture principale. Il fut découvert le 28 novembre 1983 à la station Anderson Mesa par Edward L. G. Bowell. Il présente une orbite caractérisée par un demi-grand axe de 2,81 UA, une excentricité de 0,22 et une inclinaison de 11,3° par rapport à l'écliptique.

## Compléments